# جوتسا
جوتسا، هي بلدية في جنوب وسط فنلندا، في منطقة وسط فنلندا في منطقة فنلندا الوسطى.تم دمج مدينتي ليفونماكي وجوتسا معا في 1 يناير 2008.